# Pedro Gallese
Pedro David Gallese Quiroz, dit Pedro Gallese, né le 23 avril 1990 à Lima au Pérou, est un footballeur international péruvien qui joue au poste de gardien de but à Orlando City en MLS.

## Biographie

### Carrière en club
Champion du Pérou en 2008 et 2010 avec l'Universidad San Martín, Pedro Gallese y joue de 2007 à 2014. Il poursuit sa carrière au Juan Aurich entre 2015 et 2016 avant de s'expatrier au Mexique, à Veracruz, en 2016. Il revient au Pérou en 2019 sous forme de prêt à l'Alianza Lima.
En 2020, il s'engage avec l'Orlando City en MLS. Le 7 septembre 2022, il remporte la Coupe des États-Unis avec Orlando à l'Exploria Stadium après une victoire 3-0 face au Republic de Sacramento. Deux mois plus tard, à l'issue de la saison 2022 de MLS, il arrive en fin de contrat et quitte le club, avant de signer le 27 décembre 2022 une nouvelle entente de deux saisons avec la franchise floridienne.

### Carrière internationale
La carrière internationale de Pedro Gallese débute chez les jeunes. En 2007, il est sélectionné dans l'équipe du Pérou U17 pour jouer la Coupe du monde des moins de 17 ans, en Corée du Sud, mais il ne joue aucun match.
International péruvien à 101 reprises depuis 2014, il est convoqué pour la première fois en équipe du Pérou par le sélectionneur national Pablo Bengoechea, pour un match amical contre le Panama, le 6 août 2014 (victoire 3-0).
Il fait partie de la liste des 23 joueurs sélectionnés par Ricardo Gareca pour disputer la Copa América 2015 au Chili où le Pérou se hisse à la 3e place de la compétition, derrière le pays hôte et l'Argentine. Il est à nouveau convoqué l'année suivante afin de jouer la Copa América Centenario aux États-Unis, où son pays atteint les quarts de finale.
Titulaire indiscutable de la sélection péruvienne de Ricardo Gareca, il dispute la Coupe du monde 2018 en Russie (élimination au 1er tour) puis la Copa América 2019 au Brésil. Lors de ce dernier tournoi, il se distingue notamment en demi-finale, le 3 juillet 2019, contre le Chili, en réalisant de nombreuses parades décisives et en arrêtant un penalty de Eduardo Vargas. À l'issue du match, remporté 3-0, Gallese et le Pérou se qualifient pour leur première finale de Copa América depuis 1975.

### Engagement politique
Il appelle à voter pour la candidate de droite Keiko Fujimori lors de l'élection présidentielle péruvienne de 2021.

## Statistiques

### En sélection nationale
| Saison                | Sélection             | Phases finales          | Phases finales | Phases finales | Éliminatoires CDM | Éliminatoires CDM | Matchs amicaux | Matchs amicaux | Total | Total |
| Saison                | Sélection             | Compétition             | M              | B              | M                 | B                 | M              | B              | M     | B     |
| --------------------- | --------------------- | ----------------------- | -------------- | -------------- | ----------------- | ----------------- | -------------- | -------------- | ----- | ----- |
| 2013-2014             | Pérou                 | -                       | -              | -              | -                 | -                 | 0              | 0              | 0     | 0     |
| 2014-2015             | Pérou                 | Copa América 2015       | 6              | 0              | -                 | -                 | 7              | 0              | 13    | 0     |
| 2015-2016             | Pérou                 | Copa América Centenario | 4              | 0              | 4                 | 0                 | 3              | 0              | 11    | 0     |
| 2016-2017             | Pérou                 | -                       | -              | -              | 8                 | 0                 | 1              | 0              | 9     | 0     |
| 2017-2018             | Pérou                 | Coupe du monde 2018     | 3              | 0              | 4                 | 0                 | 2              | 0              | 9     | 0     |
| 2018-2019             | Pérou                 | Copa América 2019       | 6              | 0              | -                 | -                 | 9              | 0              | 15    | 0     |
| 2019-2020             | Pérou                 | -                       | -              | -              | -                 | -                 | 5              | 0              | 5     | 0     |
| 2020-2021             | Pérou                 | Copa América 2021 4e    | 7              | 0              | 6                 | 0                 | -              | -              | 13    | 0     |
| 2021-2022             | Pérou                 | -                       | -              | -              | 13                | 0                 | 3              | 0              | 16    | 0     |
| 2022-2023             | Pérou                 | -                       | -              | -              | -                 | -                 | 6              | 0              | 6     | 0     |
| 2023-2024             | Pérou                 | Copa América 2024       | 3              | 0              | 6                 | 0                 | 3              | 0              | 12    | 0     |
| 2024-2025             | Pérou                 | -                       | -              | -              | 9                 | 0                 | -              | -              | 9     | 0     |
| Total sur la carrière | Total sur la carrière | Total sur la carrière   | 29             | 0              | 50                | 0                 | 39             | 0              | 118   | 0     |

## Palmarès

### En club
| Universidad San Martín - Championnat du Pérou (3) : - Champion : 2007, 2008 et 2010. |  | Alianza Lima - Championnat du Pérou : - Vice-champion : 2019. |  | Orlando City SC - Coupe des États-Unis (1) : - Vainqueur : 2022. |

### En équipe nationale
Pérou
- Copa América :
  - Finaliste : 2019.
  - Troisième : 2015.